# Eynhallow Sound
Eynhallow Sound är ett sund i Storbritannien.   Det ligger i kommunen Orkneyöarna och riksdelen Skottland, i den norra delen av landet, 900 km norr om huvudstaden London.